# Terry (Montana)
Terry es un pueblo ubicado en el condado de Prairie en el estado estadounidense de Montana. En el Censo de 2010 tenía una población de 605 habitantes y una densidad poblacional de 329,93 personas por km².

## Geografía
Terry se encuentra ubicado en las coordenadas 46°47′31″N 105°18′45″O / 46.79194, -105.31250. Según la Oficina del Censo de los Estados Unidos, Terry tiene una superficie total de 1.83 km², de la cual 1.83 km² corresponden a tierra firme y (0%) 0 km² es agua.

## Demografía
Según el censo de 2010, había 605 personas residiendo en Terry. La densidad de población era de 329,93 hab./km². De los 605 habitantes, Terry estaba compuesto por el 96.53% blancos, el 0% eran afroamericanos, el 0.17% eran amerindios, el 0.66% eran asiáticos, el 0% eran isleños del Pacífico, el 0% eran de otras razas y el 2.64% pertenecían a dos o más razas. Del total de la población el 0.66% eran hispanos o latinos de cualquier raza.